# Isla San Felix Airport
Isla San Felix Airport är en flygplats i Chile. Den ligger i den västra delen av landet, 1 200 km nordväst om huvudstaden Santiago de Chile. Isla San Felix Airport ligger 51 meter över havet. Den ligger på ön Isla San Félix.
Terrängen runt Isla San Felix Airport är platt. Trakten är glest befolkad. Det finns inga samhällen i närheten.